# Lagerstedt
Lagerstedt är ett svenskt efternamn, som burits av flera släkter, bland vilka en sedan länge utslocknad ätt var adlad.
Den 31 december 2021 var 665 personer med efternamnet Lagerstedt folkbokförda i Sverige.

## Personer med efternamnet Lagerstedt
- Agnes Lagerstedt (1850–1939), folkskollärare och filantrop
- Dan Lagerstedt, gitarrist och sångare
- Georg Lagerstedt (1892–1982), tecknare, målare och illustratör
- Jacob Lagerstedt (1655–1698), köpman och inddustriidkare, adlad
- Nils Lagerstedt (1847–1925), skolman och botanist

## Adliga ätten Lagerstedt
Ättens stamfader var Jacob Larsson Gavelius från Gävle, assessor i Göta hovrätt, som med sin hustru Christina Pedersdotter bland annat fick sönerna överkommissarien Magnus Gavelius (1648-1693), adlad Lagercrantz, och köpmannen och industriidkaren Jakob Gavelius (1655-1698), som i januari 1698 adlades Lagerstedt, och som introducerades postumt året därefter på nummer 1358. Modern Christina Pedersdotter var dotter till hovrådet Peder Andersson Grubb, ättling till Gävlesläkten Kröger, och tillhörde enligt Bengt Utterström Bureätten.
Jacob Gavelius var en av Stockholms mest betydelsefulla köpmän under sin tid. Han grundade bland annat Barnängen. Hans dotter Catharina (1683-1724) var gift med Hans Ekman som övertog Barnängen. Av de andra döttrarna var bland annat en, Engel Lagerstedt (1693-1725), gift med den engelske köpmannen i Edinburgh Alexander Wigtman, och en annan, Elisabeth Lagerstedt (1697-1751), gift med överstelöjtnanten Gotthard Zacharias von Vegesack. Äldste sonen Jakob Lagerstedt (1681-1744) var inspektor vid Barnängen, samt gift (1706) med och senare skild från Catharina Tollstadia. När Jakob Lagerstedt avled barnlös slöt han ätten på svärdssidan.

## Andra släkter
Till en annan släkt Lagerstedt, som är borgerlig, hörde Nils Gerhard Wilhelm Lagerstedt och Agnes Hedvig Charlotta Lagerstedt.
Till en tredje borgerlig släkt hörde Georg Lagerstedt.